# 2106 Hugo
A 2106 Hugo (ideiglenes jelöléssel 1936 UF) a Naprendszer kisbolygóövében található aszteroida. Marguerite Laugier fedezte fel 1936. október 21-én.